# Ingo Schultz
Ingo Schultz, né le 26 juillet 1975 à Lingen (Basse-Saxe), est un athlète allemand, évoluant sur 400 m.
En 2001, il devint vice-champion du monde à Edmonton. Une année plus tard, il a été sacré champion d'Europe. En 2003, il dut presque arrêter sa carrière victime d'une mononucléose infectieuse mais en 2004, il se qualifia pour les Jeux olympiques où il fut éliminé avant la finale.

## Palmarès

### Jeux olympiques
- Jeux olympiques de 2004 à Athènes ( Grèce)
  - éliminé lors des demi-finales du 400 m
  - 7e en relais 4 × 400 m

### Championnats du monde d'athlétisme
- Championnats du monde d'athlétisme de 2001 à Edmonton ( Canada)
  -  Médaille d'argent sur 400 m

### Championnats d'Europe d'athlétisme
- Championnats d'Europe d'athlétisme de 2002 à Munich ( Allemagne)
  -  Médaille d'or sur 400 m